# Vasculair endotheliale groeifactor

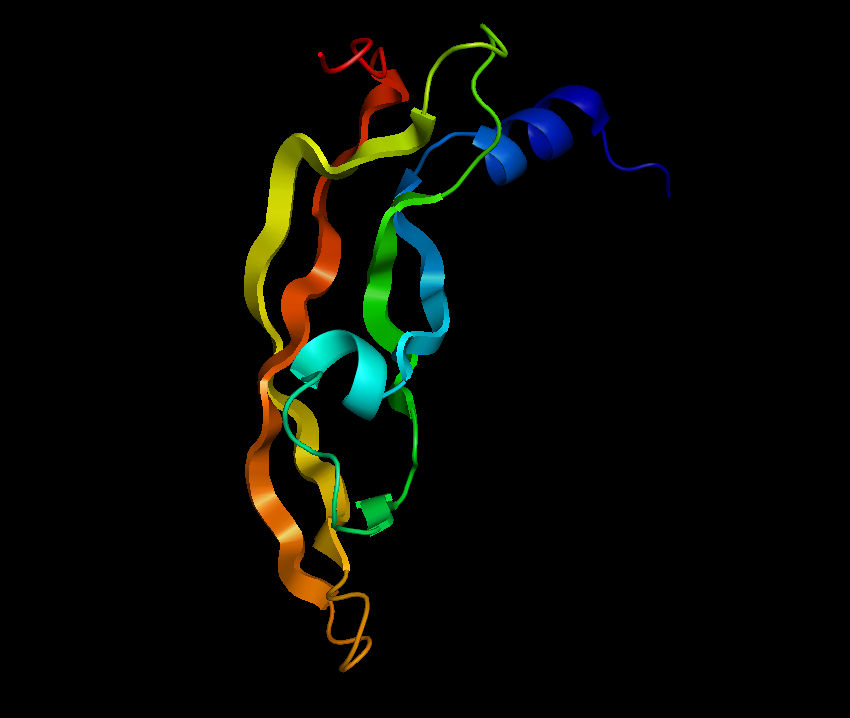
Lintdiagram van Vammin, een VEGF-F uit slangengif

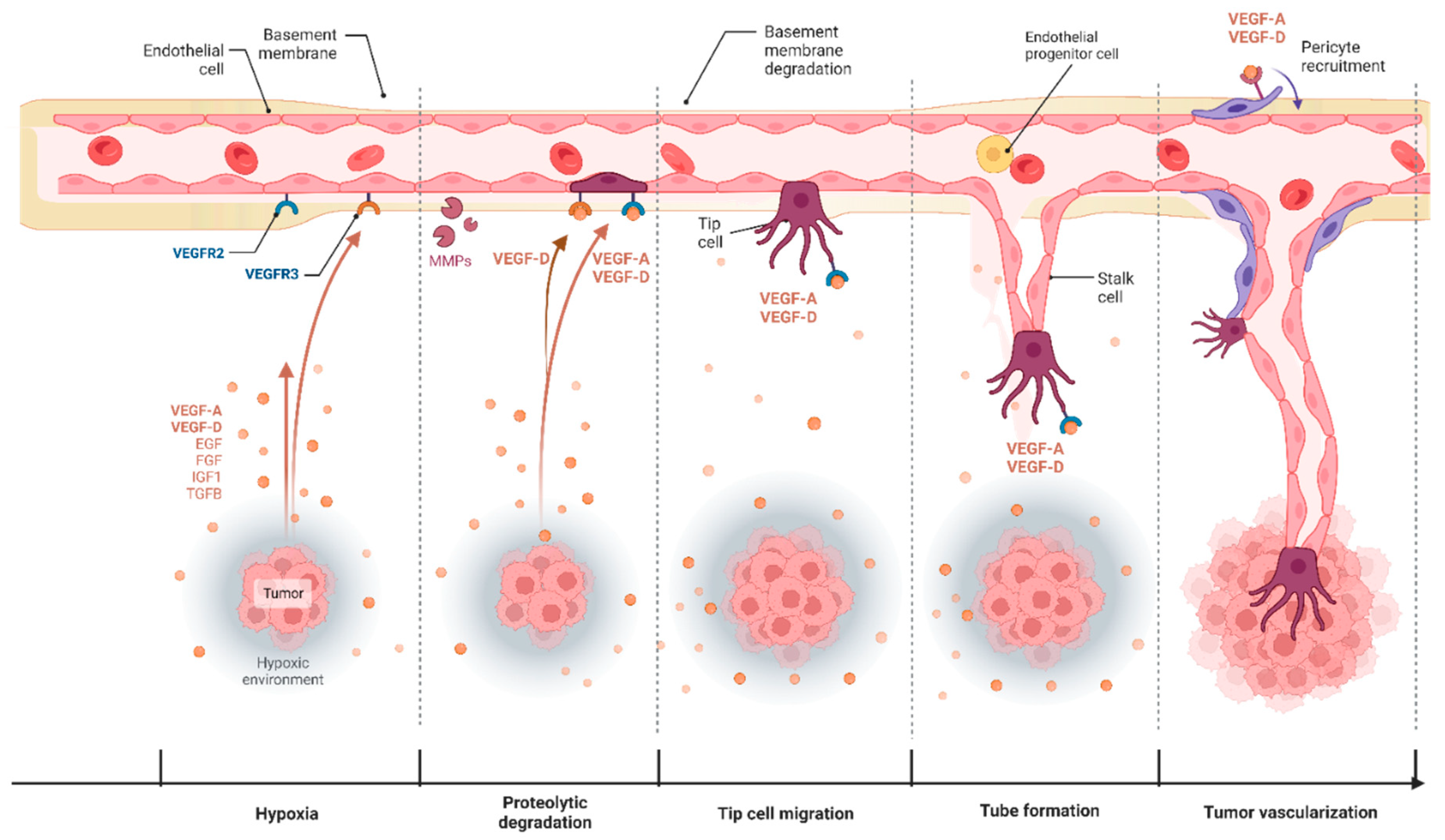
Stappen in angiogenese

De vasculair endotheliale groeifactor (VEGF) is een signaalproteïne geproduceerd door veel cellen die de vorming van bloedvaten stimuleert. VEGF is een subfamilie van groeifactoren, de van bloedplaatjes-afgeleide groeifactoren (PDGF). Het zijn belangrijke signaalproteïnen die betrokken zijn bij zowel vasculogenese (de de novo-vorming van het embryonale bloedvatensysteem en lymfestelsel) als angiogenese en lymfangiogenese.
Zoals de naam al aangeeft, stimuleert deze factor primair de cellaag die direct aan het bloed grenst (het vasculaire endotheel), maar heeft ook effecten op andere cellen (bijvoorbeeld stimulering van de migratie van monocyten en macrofagen). In vitro stimuleert VEGF de deling en migratie van endotheelcellen. Bij zoogdieren zijn vijf verschillende VEGF's bekend (A-D en PlGF), die elk in verschillende vormen kunnen voorkomen, gegenereerd door alternatieve splicing en posttranslationele modificaties.
VEGF is onderdeel van het systeem dat de zuurstoftoevoer naar weefsels herstelt wanneer de bloedcirculatie onvoldoende is, zoals onder hypoxische omstandigheden. De serumconcentratie van VEGF is hoog bij astma en diabetes mellitus. De normale functie van VEGF is het vormen van nieuwe bloedvaten tijdens de embryonale ontwikkeling, nieuwe bloedvaten na een verwonding, spieren na inspanning en nieuwe bloedvaten (collaterale circulatie) om geblokkeerde bloedvaten te omzeilen. VEGF kan bijdragen aan een ziekte. Kankers kunnen niet verder groeien dan een beperkte omvang zonder een adequate bloedtoevoer; kankers die VEGF tot expressie kunnen brengen, kunnen groeien en uitzaaien. Overexpressie van VEGF kan vasculaire aandoeningen veroorzaken in het netvlies van het oog en andere delen van het lichaam.

## Geschiedenis
In 1970 beschreven Judah Folkman et al. een factor die door tumoren werd afgescheiden en angiogenese veroorzaakte en noemden het tumorangiogenesefactor. In 1983 identificeerden Senger et al. een vasculaire permeabiliteitsfactor die door tumoren bij cavia's en hamsters werd afgescheiden. In 1989 beschreven Ferrara en Henzel een identieke factor in boviene hypofyse-folliculaire cellen die ze zuiverden, kloonden en VEGF noemden. Een soortgelijke alternatieve VEGF-splicing werd in 1991 ontdekt door Tischer et al. Tussen 1996 en 1997 verkregen Christinger en De Vos de kristalstructuur van VEGF, eerst met een resolutie van 2,5 Å en later met een resolutie van 1,9 Å.
In 1992 werd door Ferrara et al. aangetoond dat Fms-achtige tyrosinekinase-1 (VEGFR1) een VEGF-receptor is. In 1992 werd door Terman et al. eveneens aangetoond dat de kinase-insertdomeinreceptor (KDR) een VEGF-receptor is. In 1998 werd aangetoond dat neuropiline 1 en neuropiline 2 als VEGF-receptoren fungeren.

## Typen
Bij zoogdieren bestaat de VEGF-familie uit vijf leden: VEGF-A, placentagroeifactor (PGF), VEGF-B, VEGF-C en VEGF-D. De laatste leden werden ontdekt na VEGF-A; vóór hun ontdekking stond VEGF-A bekend als VEGF. Er zijn ook een aantal VEGF-gerelateerde proteïnen ontdekt die worden gecodeerd door virussen (VEGF-E) en in het gif van sommige slangen (VEGF-F).
| Type   | Functie |
| ------ | --- |
| VEGF-A | - Angiogenese - ↑ Migratie van endotheelcellen - ↑ mitose van endotheelcellen - ↑ Matrixmetalloproteïnase-activiteit - ↑ αVβ3-activiteit - ↑ Migratie en proliferatie van astrocyten - vorming van bloedvaatholten - vormt fenestraties - Chemotaxis voor macrofagen en granulocyten - Vasodilatatie (indirect door vrijkomen van NO) - Lymfangiogenese |
| VEGF-B | Embryonale angiogenese (meer specifiek: hartspierweefsel) |
| VEGF-C | Lymfangiogenese |
| VEGF-D | Nodig voor de ontwikkeling van lymfevaten rondom longbronchioli |
| PlGF   | Belangrijk voor vasculogenese, ook nodig voor angiogenese tijdens ischemie, ontsteking, wondgenezing en kanker. |

De activiteit van VEGF-A is, zoals de naam al aangeeft, voornamelijk bestudeerd op cellen van het vasculaire endotheel, hoewel het ook effecten heeft op een aantal andere celtypen (bijv. stimulatie van monocyten-/macrofaagmigratie, zenuwcellen, kankercellen, nier-epitheelcellen). In vitro is aangetoond dat VEGF-A endotheelcelmitogenese en celmigratie stimuleert. VEGF-A is ook een vaatverwijder en verhoogt de microvasculaire permeabiliteit en werd oorspronkelijk vasculaire permeabiliteitsfactor genoemd.

## Isovormen

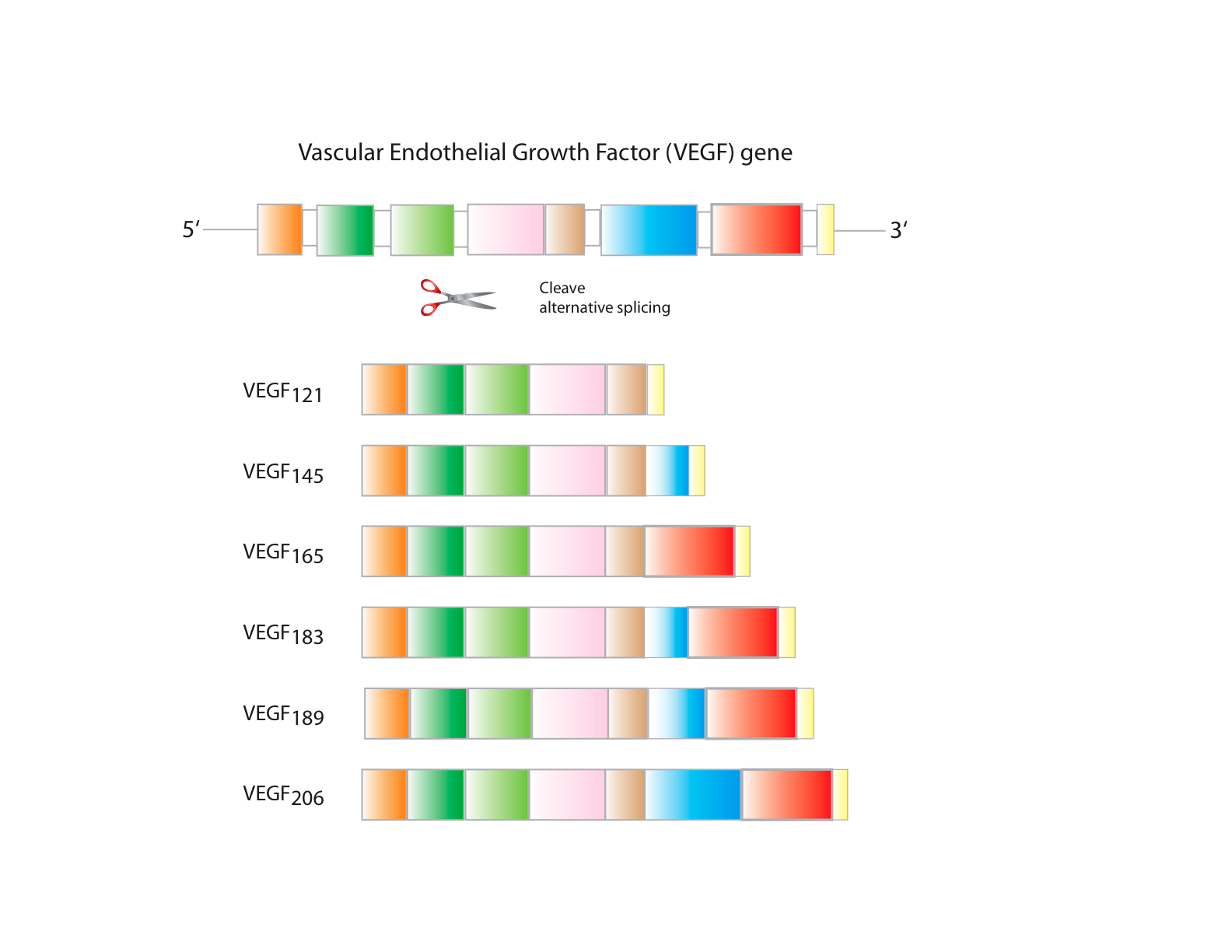
Schematische weergave van de verschillende isovormen van humane VEGF

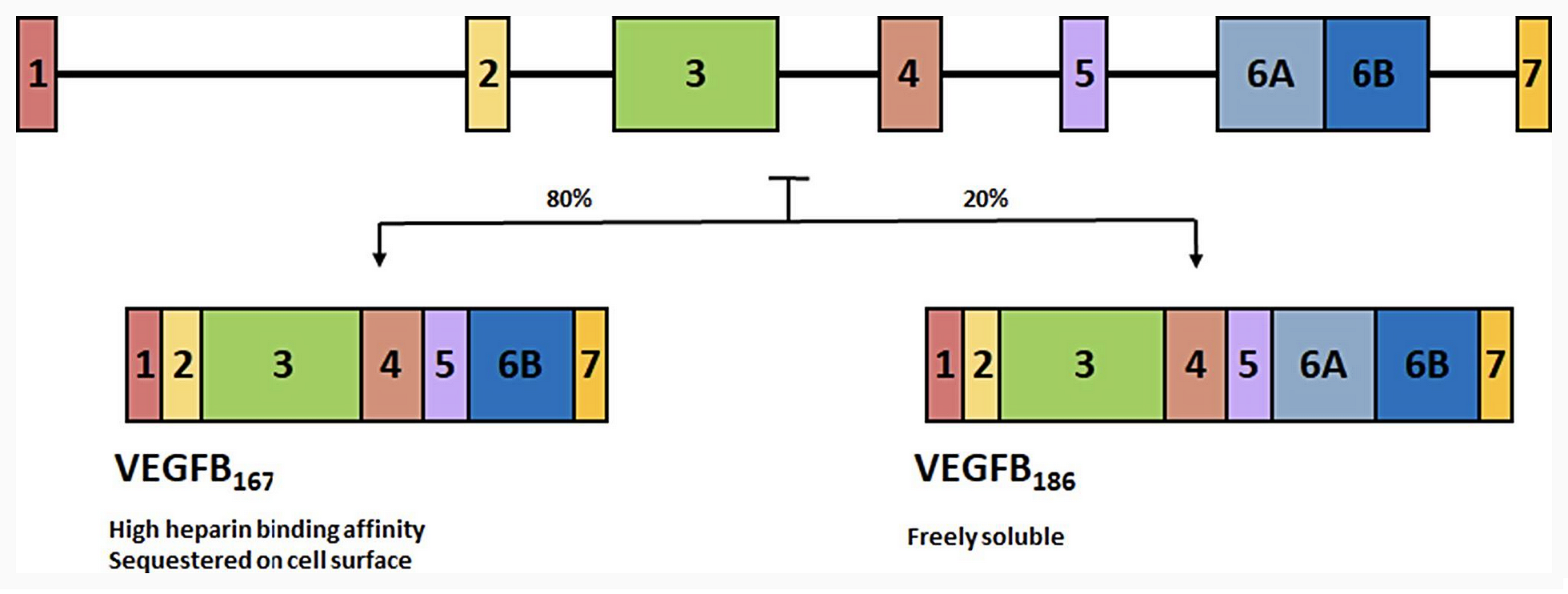
Alternatieve splicing van VEGFB. VEGFB_{167} omvat meer dan 80% van de transcripten en bevat een zeer basisch C-terminaal heparinebindend domein waardoor het op het celoppervlak kan worden vastgehouden. De andere isovorm, VEGFB_{186}, heeft een hydrofobe C-terminaal domein waardoor het vrij oplosbaar is.

Er zijn meerdere isovormen van VEGF-A die het resultaat zijn van alternatieve splicing van mRNA van een enkel VEGFA-gen van 8 exonen. Deze worden ingedeeld in twee groepen die worden aangeduid op basis van hun terminale exon (exon 8) splice-site: de proximale splice-site (aangeduid als VEGFxxx) of distale splice-site (VEGFxxxb). Bovendien verandert alternatieve splicing van exon 6 en 7 hun heparine-bindende affiniteit en aminozuurnummer (bij mensen: VEGF121, VEGF121b, VEGF145, VEGF165, VEGF165b, VEGF189, VEGF206; de knaagdierorthologen van deze eiwitten bevatten één aminozuur minder). Deze domeinen hebben belangrijke functionele consequenties voor de VEGF-splicevarianten, aangezien de terminale (exon 8) spliceplaats bepaalt of de eiwitten pro-angiogeen (proximale spliceplaats, tot expressie gebracht tijdens angiogenese) of anti-angiogeen (distale spliceplaats, tot expressie gebracht in normale weefsels) zijn. Bovendien bemiddelen inclusie of exclusie van exonen 6 en 7 interacties met heparansulfaatproteoglycanen (HSPG's) en neuropiline-coreceptoren op het celoppervlak, waardoor hun vermogen om de VEGF-receptoren (VEGFR's) te binden en te activeren wordt verbeterd. Onlangs is aangetoond dat VEGF-C een belangrijke inductor is van neurogenese in de subventriculaire zone van muizen, zonder angiogene effecten uit te oefenen.

## Mechanisme

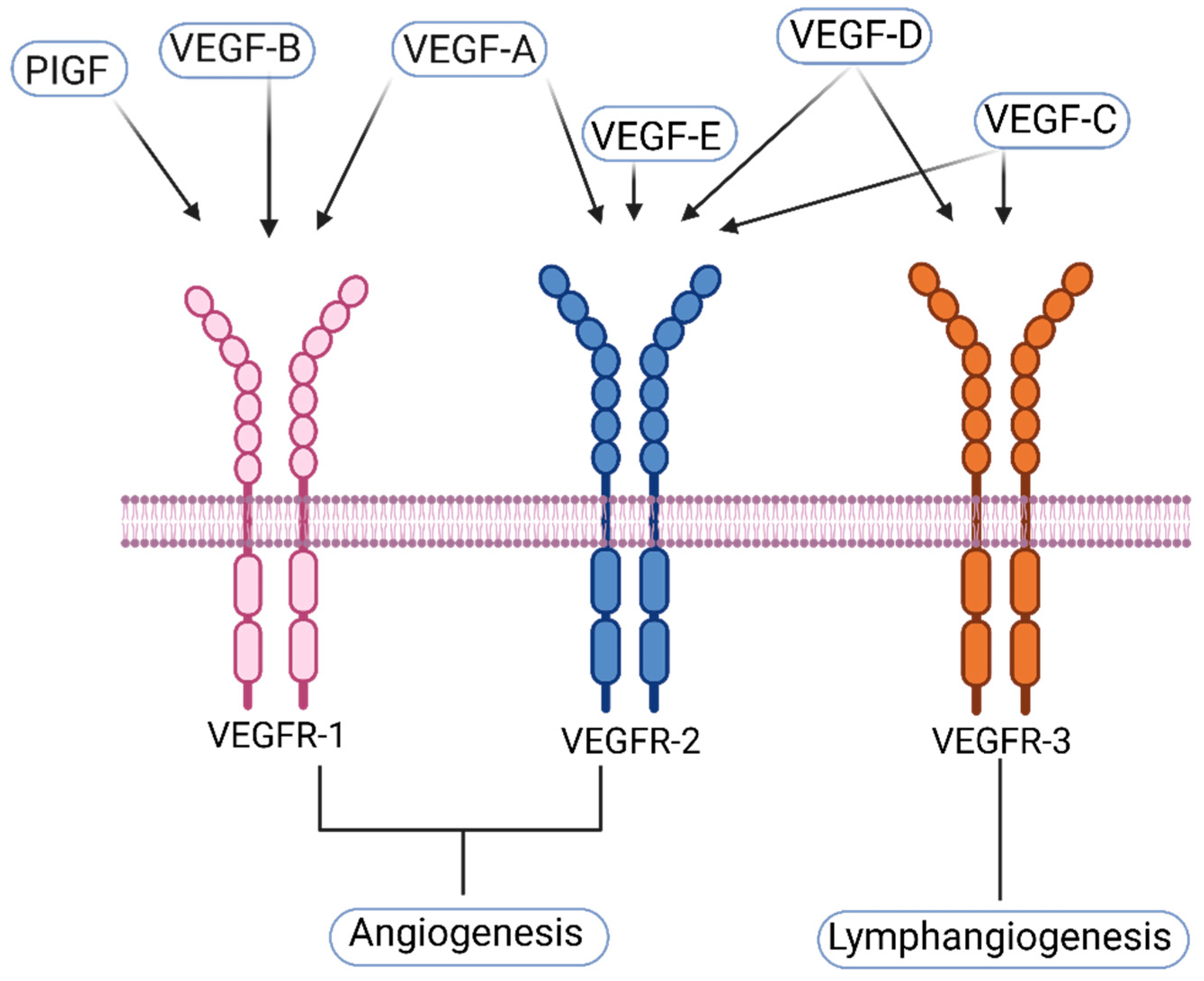
Soorten VEGF, hun VEGF-receptoren en liganden.

Alle leden van de VEGF-familie stimuleren cellulaire reacties door zich te binden aan tyrosinekinasereceptoren (de VEGFR's) op het celoppervlak, waardoor ze dimeren vormen en geactiveerd worden door transfosforylering, hoewel op verschillende plaatsen, tijden en in verschillende mate. De VEGF-receptoren hebben een extracellulair deel dat bestaat uit 7 immunoglobuline-achtige domeinen, een enkel transmembraan overspannend gebied en een intracellulair deel dat een gesplitst tyrosinekinasedomein bevat. VEGF-A bindt aan VEGFR-1 (Flt-1) en VEGFR-2 (KDR/Flk-1). VEGFR-2 lijkt bijna alle bekende cellulaire reacties op VEGF te bemiddelen. De functie van VEGFR-1 is minder goed gedefinieerd, hoewel men denkt dat het de VEGFR-2-signalering moduleert. Een andere functie van VEGFR-1 kan zijn om te fungeren als een dummy/afleidingsreceptor, die VEGF afschermt van VEGFR-2 binding (dit lijkt vooral belangrijk te zijn tijdens vasculogenese in het embryo). VEGF-C en VEGF-D, maar niet VEGF-A, zijn liganden voor een derde receptor (VEGFR-3/Flt4), die lymfangiogenese bemiddelt. De receptor (VEGFR-3) is de plaats van binding van hoofdliganden (VEGFC en VEGFD), die de voortdurende werking en functie van liganden op doelcellen bemiddelt. VEGF-C kan lymfangiogenese (via VEGFR-3) en angiogenese via VEGFR-2 stimuleren. VEGFR-3 is gedetecteerd in lymfatische endotheelcellen in haarvaten van veel soorten, runderen, buffels en primaten.
Naast binding aan VEGFR's, bindt VEGF aan receptorcomplexen die bestaan uit zowel neuropilins als VEGFR's. Dit receptorcomplex heeft verhoogde VEGF-signaleringsactiviteit in endotheelcellen (bloedvaten). Neuropilins (NRP) zijn pleiotrope receptoren en daarom kunnen andere moleculen interfereren met de signalering van de NRP/VEGFR-receptorcomplexen. Semaforinen van klasse 3 concurreren bijvoorbeeld met VEGF165 voor NRP-binding en zouden daarom VEGF-gemedieerde angiogenese kunnen reguleren.

## Expressie
VEGF-A-productie kan worden geïnduceerd in een cel die niet genoeg zuurstof krijgt. Wanneer een cel een zuurstoftekort heeft, produceert deze hypoxia-induceerbare factor (HIF), een transcriptiefactor. HIF stimuleert de afgifte van VEGF-A, naast andere functies (waaronder modulatie van erytropoëse). Circulerende VEGF-A bindt zich vervolgens aan VEGF-receptoren op endotheelcellen, waardoor een tyrosinekinase-reactiepad wordt geactiveerd dat leidt tot angiogenese. De expressie van angiopoietine-2 bij afwezigheid van VEGF leidt tot endotheelceldood en vasculaire regressie. Omgekeerd vond een Duits onderzoek dat in vivo werd uitgevoerd dat de VEGF-concentraties daadwerkelijk afnamen na een vermindering van 25% van de zuurstofinname gedurende 30 minuten. HIF1 alfa en HIF1 bèta worden constant geproduceerd, maar HIF1 alfa is zeer O2-labiel, dus wordt het onder aerobe omstandigheden afgebroken. Wanneer de cel hypoxisch wordt, blijft HIF1 alfa bestaan en stimuleert het HIF1alfa/bèta-complex de VEGF-afgifte. Het gecombineerde gebruik van microvesikels en 5-fluoro-uracil (5-FU) resulteerde in een verhoogde chemosensitiviteit van plaveiselcelcarcinoomcellen, meer dan het gebruik van alleen 5-FU of microvesikel. Bovendien werd de downregulatie van de VEGF-genexpressie geassocieerd met een verminderde CD1-genexpressie.

## Klinische betekenis
Verhoogde aanmaak van VEGF is geassocieerd met tal van aandoeningen: borstkanker, osteosarcoom, hematologische maligniteiten, reumatoïde artritis, diabetische retinopathie, macula degeneratie en POEMS-syndroom met demyeliniserende polyneuropathie. Het POEMS-syndroom is een paraneoplastisch syndroom veroorzaakt door een kloon van afwijkende plasmacellen.
VEGF-A en de bijbehorende receptoren worden snel upgereguleerd na traumatisch letsel van het centraal zenuwstelsel (CZS). VEGF-A wordt sterk tot expressie gebracht in de acute en subacute stadia van CZS-letsel, maar de proteïne-expressie neemt na verloop van tijd af. Deze tijdspanne van VEGF-A-expressie komt overeen met de endogene revascularisatiecapaciteit na letsel. Dit zou suggereren dat VEGF-A/VEGF165 kan worden gebruikt als doelwit om angiogenese te bevorderen na traumatisch CZS-letsel. Er zijn echter tegenstrijdige wetenschappelijke rapporten over de effecten van VEGF-A-behandelingen in CZS-letselmodellen.
Hoewel het niet is geassocieerd als een biomarker voor de diagnose van acute ischemische beroerte,  zijn hoge niveaus van serum VEGF in de eerste 48 uur na een herseninfarct geassocieerd met een slechte prognose na 6 maanden en 2 jaar.
VEGF-A is in verband gebracht met een slechte prognose bij borstkanker. Talrijke studies tonen een verminderde algehele overleving en ziektevrije overleving in die tumoren die VEGF overexpressie vertonen. De overexpressie van VEGF-A kan een vroege stap zijn in het proces van uitzaaiing, een stap die betrokken is bij de "angiogene" switch. Hoewel VEGF-A is gecorreleerd met een slechte overleving, blijft het exacte werkingsmechanisme ervan in de progressie van tumoren onduidelijk.
VEGF-A wordt ook vrijgegeven bij reumatoïde artritis als reactie op TNF-α, waardoor de endotheliale permeabiliteit en zwelling toenemen en ook angiogenese (vorming van haarvaten) wordt gestimuleerd.
VEGF-A is ook belangrijk bij diabetische retinopathie (DRP). De microcirculatieproblemen in het netvlies van mensen met diabetes mellitus kunnen retinale ischemie veroorzaken, wat resulteert in de vrijgave van VEGF-A en een verandering in de balans van pro-angiogene VEGFxxx-isovormen ten opzichte van de normaal tot expressie gebrachte VEGFxxxb-isovormen. VEGFxxx kan vervolgens de vorming van nieuwe bloedvaten in het netvlies en elders in het oog veroorzaken, wat veranderingen aankondigt die het zicht kunnen bedreigen.
VEGF-A speelt een rol bij de ziektepathologie van de natte vorm van leeftijdsgebonden maculadegeneratie (AMD), wat de belangrijkste oorzaak is van blindheid bij ouderen in de geïndustrialiseerde wereld. De vasculaire pathologie van AMD vertoont bepaalde overeenkomsten met diabetische retinopathie, hoewel de oorzaak van de ziekte en de typische bron van neovascularisatie tussen de twee ziekten verschillen.
VEGF-D-serumniveaus zijn aanzienlijk verhoogd bij patiënten met angiosarcoom.
Eenmaal vrijgegeven, kan VEGF-A verschillende reacties oproepen. Het kan ervoor zorgen dat een cel overleeft, migreert of verder differentieert. Daarom is VEGF een potentieel doelwit voor de behandeling van kanker. Het eerste anti-VEGF-medicijn, een monoklonale antistof genaamd bevacizumab, werd in 2004 goedgekeurd. Ongeveer 10-15% van de patiënten heeft baat bij bevacizumab-therapie; biomarkers voor de werkzaamheid van bevacizumab zijn echter nog niet bekend.
Huidige studies tonen aan dat VEGF's niet de enige promotors van angiogenese zijn. Met name FGF2 en HGF (hepatocytgroeifactor) zijn krachtige angiogene factoren.
Patiënten die lijden aan longemfyseem blijken verlaagde niveaus van VEGF in de longslagaders te hebben.
VEGF-D heeft ook overexpressie bij lymfangioleiomyomatose en wordt momenteel gebruikt als diagnostische biomarker bij de behandeling van deze zeldzame ziekte.
In de nieren veroorzaakt verhoogde expressie van VEGF-A in glomeruli direct de glomerulaire hypertrofie die geassocieerd wordt met proteïnurie.
VEGF-veranderingen kunnen voorspellend zijn voor vroeg optredende pre-eclampsie.
Gentherapieën voor chronische pijn op de borst (refractaire angina pectoris) vestigen expressie van VEGF in epicardiale cellen om angiogenese te bevorderen.

### VEGF-remmers

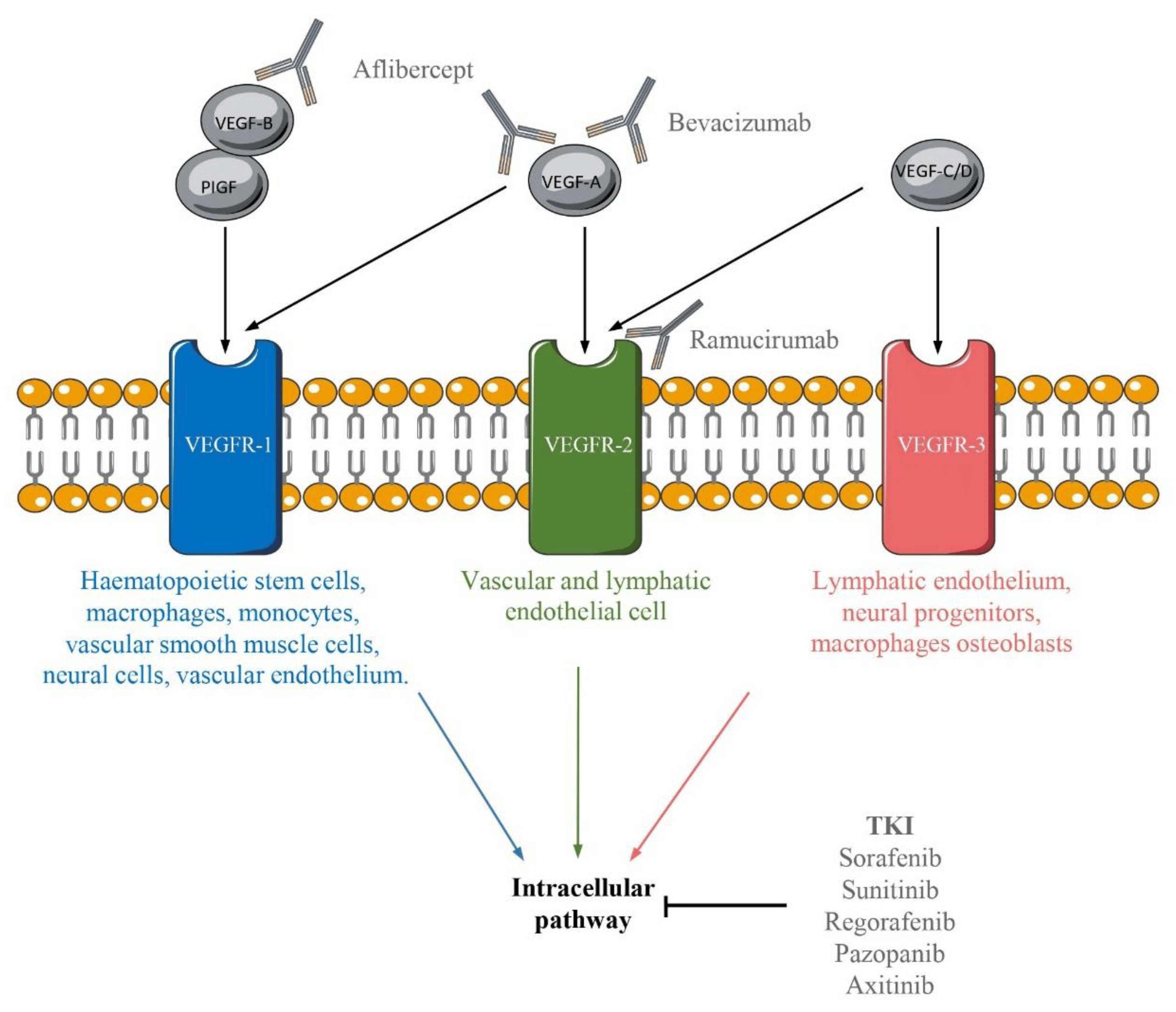
Weergave van de verschillende bindingen tussen VEGF/VEGFR en de moleculen die hun signaalroutes remmen

- Bevacizumab is het eerste monoklonale antilichaam gericht tegen VEGF en werd in 2004 op de markt gebracht voor de behandeling van bepaalde vormen van kanker.[41] De ontwikkeling ervan leverde Napoleone Ferrara in 2010 de Albert-Lasker Prijs voor klinisch medisch onderzoek op.[42]
- Ranibizumab is een fragment van bevacizumab dat zijn antagonistische eigenschappen behoudt.[43] Het wordt vooral gebruikt bij leeftijdsgebonden maculaire degeneratie.
- Sorafenib is een remmer van de VEGF-receptor. Het voorkomt de angiogenese die nodig is voor de zuurstofvoorziening van tumoren. Het wordt gebruikt bij de behandeling van bepaalde vormen van kanker.[44].
- Ramucirumab is een monoklonaal antilichaam dat zich richt op VEGF-receptor 2 (VGFR2).
- Aflibercept is een recombinant fusie-eiwit dat bestaat uit fragmenten van de extracellulaire domeinen van menselijke VEGF-receptortypen 1 en 2 (VEGFR1 en VGFR2), gefuseerd met het Fc-fragment (Fragment crystallizable region) van menselijk IgG1.
- Ivonescimab richt zich tegelijkertijd op PD1 (Programmed cell death protein 1) en VEGF.[45].
- Pegaptanib[46] natriuminjectie (merknaam Macugen) is een anti-angiogeen medicijn voor de behandeling van neovasculaire (natte) leeftijdsgebonden maculadegeneratie (AMD).[47] Het werd ontdekt door NeXstar Pharmaceuticals (dat in 1999 fuseerde met Gilead Sciences) en in 2000 in licentie gegeven aan EyeTech Pharmaceuticals, nu OSI Pharmaceuticals, voor ontwikkeling in een laat stadium en marketing in de Verenigde Staten.[48] Buiten de VS wordt pegaptanib op de markt gebracht door Pfizer. De goedkeuring werd verleend door de Amerikaanse Food and Drug Administration (FDA) in december 2004.[49]